# Winchester (Massachusetts)
Winchester és un poble (town) del Comtat de Middlesex (Massachusetts) als Estats Units d'Amèrica. Segons el cens del 2007 tenia 20.810 habitants. i segons el cens del 2000, Winchester tenia 20.810 habitants, 7.715 habitatges, i 5.724 famílies. La densitat de població era de 1.330,3 habitants/km². Per cada 100 dones de 18 o més anys hi havia 88,9 homes. Entorn de l'1,3% de les famílies i el 2,6% de la població estaven per davall del llindar de pobresa.